# Associazione olandese per la riforma sessuale

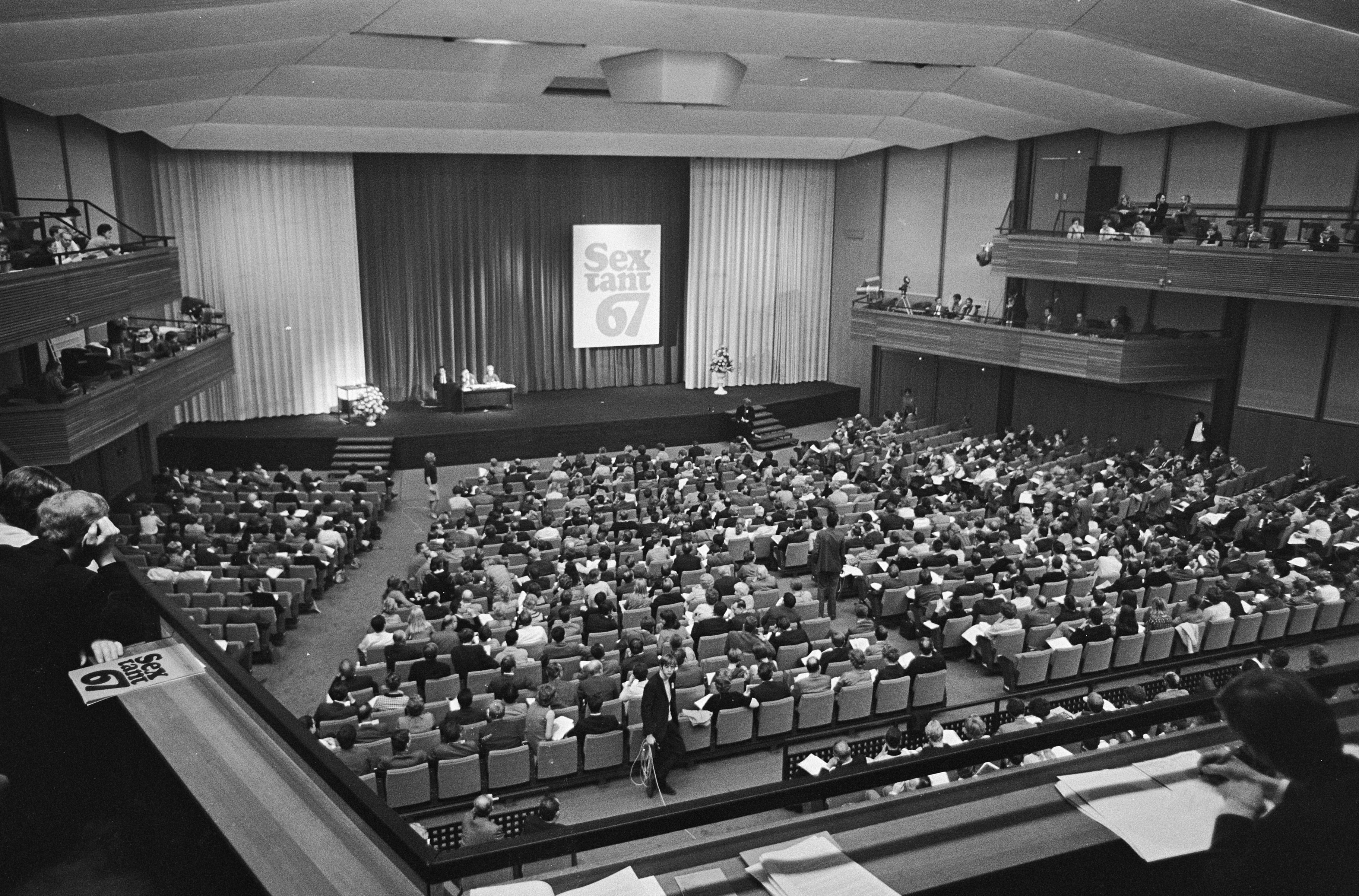
Sextant 1967

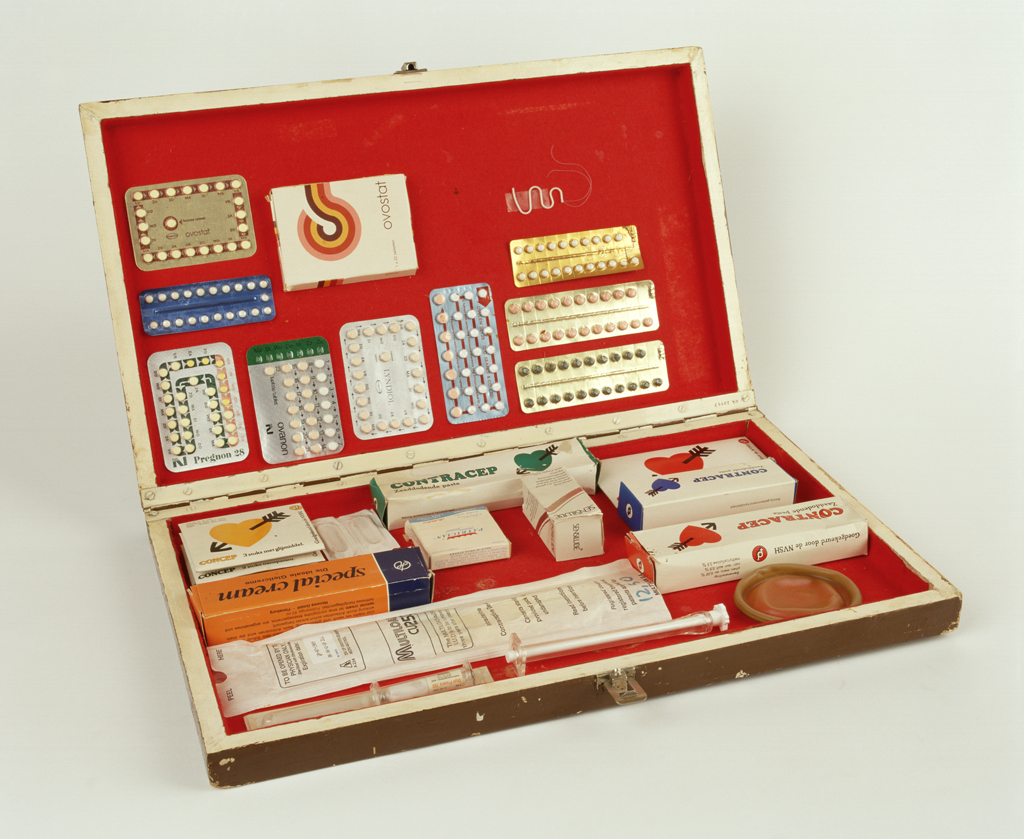
Valigetta informativa

L'Associazione olandese per la riforma sessuale (in olandese Nederlandse Vereniging voor Seksuele Hervorming, nota anche con l'acronimo NVSH), venne fondata nel 1946. La sua attività è dedicata alla promozione di salute sessuale, educazione sessuale e accesso alla contraccezione. Fu la continuazione della Nieuw-Malthusiaanse Bond, fondata nel 1881. Quell'anno, ad Amsterdam, la prima donna medico Aletta Jacobs avviò un ambulatorio per la pianificazione familiare, ispirandosi alla teoria di Thomas Malthus.

## Origini
Il sessuologo e medico Jan Rutgers fu una figura di spicco dei primi tempi della Nieuw-Malthusiaanse Bond; da lui presero il nome la Rutgers Stichting e il Rutgers Nisso Groep. Tra il 1969 e il 2002 la Rutgers Stichting gestì consultori per problemi relativi alla sessualità e per la distribuzione di contraccettivi.

## Storia
Il periodo di massimo splendore della NVSH fu negli anni sessanto, quando esistevano più di sessanta consultori per contraccezione e sessualità. Nel 1966 l'associazione raggiunse il suo apice con oltre 200.000 soci.
Nel 1971 venne fondata la Stichting Directe Hulpverlening NVSH per aiutare le persone nella pianificazione familiare; a settembre 1971 questa fondazione rilevò la clinica abortista del dottor Schlebaum a L'Aia. Nel maggio 1972 venne aperta una clinica abortista a Zwolle. Entro aprile 1989, le cliniche abortiste di Zwolle e dell'Aia erano state rilevate dalla Stimezo.
Dopo la rivoluzione sessuale, la contraccezione venne integrata nella sanità pubblica, facendo venir meno una delle principali ragioni d'esistenza della NVSH. Nel 1985 l'associazione fu quasi in bancarotta e nel 2002 contava circa 1500 soci. Alla fine del 2008 erano circa 700 e l'attività si basava esclusivamente su volontari.

## Pubblicazioni
Dal 1904 la NVSH pubblicò una propria rivista, Het Gelukkig Huisgezin (1904-1928), poi rinominata Verstandig Ouderschap (1928-1968), Sextant (1968-1972), Sekstant (1972-1994), De Nieuwe Sekstant (2001-2007) e infine Sekstant Nieuwsbrief (2007-2008), quest'ultima solo in formato digitale. Tra il 1934 e il 1985 la rivista ospitò la rubrica di lettere Wij Willen Weten (WWW), attraverso cui si fornivano informazioni sessuali in un'epoca in cui in Olanda la educazione sessuale era pressoché assente.
Dal 2009 non esiste più una rivista cartacea e l'informazione è diffusa tramite il sito web della NVSH, che nel 2007 attirava già 300.000 visitatori in poche settimane. Un team di volontari, composto da accademici, continua a rispondere a domande sulla sessualità. Esistono versioni del sito anche in inglese, francese, tedesco e russo.
Nel 1969-1970 la NVSH pubblicò tre manuali informativi con fotografie di posizioni sessuali. Questi libri favorirono l'apertura nei confronti della sessualità.
- 1969 – Variaties (Mogens Toft e John Fowlie, tradotto dal danese: *Stillinger*)
- 1969 – Variaties bij voorspel en zwangerschap (Mogens Toft e John Fowlie)
- 1970 – Variaties voor de homoseksuele man en vrouw (Mogens Toft e John Fowlie)

Tra il 2007 e il 2010 la casa editrice NVSH ebbe un nuovo impulso con l'uscita di tre libri:
- De kunst van het vrijen (Dik Brummel, 2007)
- Het seksuele systeem (Dik Brummel, 2008)
- Traduzione olandese di An Essay on the Principle of Population di Thomas Robert Malthus, dal titolo Over bevolking (a cura di Dik Brummel e Stieneke Kamp, 2009)

## Membri noti
- Engbert Drenth, membro del PvdA, già sindaco di Bellingwedde
- Annemarie Grewel,[8] politica del PvdA, co-presidente NVSH (1980-1982) insieme a Jeanne van Velse-Hoogland
- Kim Holland, attrice pornografica
- Jan Knot,[9] membro NVSH, deputato PvdA
- Ed van Thijn,[10] politico del PvdA

## Collaboratori noti
- Ariane Amsberg, redattrice di Sekstant e responsabile dell'informazione
- Jaap Bax, attivo anche come cronista sportivo
- Anton Constandse, scrittore, giornalista, collaboratore di Sekstant
- Nico Engelschman, diresse negli anni cinquanta e sessanta numerose opere teatrali per il COC e la NVSH
- Annemarie Grewel, politica, pedagogista e ricercatrice scientifica; negli anni ottanta fu presidente della NVSH per alcuni anni
- Trien de Haan-Zwagerman, attivista, femminista e politica; nel 1946 fu eletta nel consiglio direttivo della NVSH. Nel 1957 fu nominata membro onorario dell'associazione.
- Hermine Heijermans, editorialista di Sekstant
- Saskia Holleman, modella
- Bouke Jagt, scrittore, poeta, pittore e giurista; membro del consiglio direttivo della NVSH dal 1995 al 2002
- Fred Julsing, fumettista
- Manuel van Loggem, psicologo, scrittore e critico letterario; membro della redazione di Sekstant
- Lau Mazirel, giurista
- Marian van der Meer, membro delle Stati Provinciali dell'Olanda Settentrionale e della Prima Camera per il Partito del Lavoro (PvdA); collaboratrice dell'ufficio scientifico della NVSH
- Johanna Hermine Moes, medico di base e cofondatrice del Movimento Femminile Olandese (NVB); tenne consultori per la contraccezione per la NVSH ad Amsterdam e Zaandam
- Richter Roegholt, tra l'altro storico e poeta; redattore di Verstandig Ouderschap (rivista mensile della NVSH)
- Lydia Rood, scrittrice di racconti brevi, editorialista di Sekstant[11]
- Paul Schnabel, sociologo. Collaboratore dell'ufficio scientifico della Nederlandse Vereniging voor Seksuele Hervorming (NVSH) (1969-1973);[12] assistente presso l'Ufficio Scientifico della NVSH (1962-1972).[13]
- Hannie Singer-Dekker, politica del PvdA e docente universitaria, collaboratrice della NVSH;
- Gerard Spaink, malacologo, fu attivo per molti anni nella sezione di Haarlem della NVSH;
- Jos Van Ussel, storico, filosofo morale e sessuologo belga; membro del consiglio direttivo della NVSH e autore del programma fondativo;
- Jaap Vegter, fumettista; negli anni sessanta e settanta i suoi lavori furono pubblicati su Sekstant;
- Mary Zeldenrust-Noordanus, presidente della NVSH dal 1962 al 1969.

## ANBI
La "Nederlandse Vereniging Voor Sexuelehervorming, Afdeling Den Haag" (con Sexuelehervorming scritto tutto attaccato) è registrata come ente di utilità pubblica.